# 国際2匹目のどじょう賞
国際2匹目のどじょう賞（こくさいにひきめのどじょうしょう）は、広島市に拠点を置く国際人記者クラブが、イグノーベル賞の日本版となることを目指し、優れたユーモアや風刺の効いた研究を対象に、2008年から毎年1回ないし2回授与している賞。

## 過去の授賞式と、おもな受賞者

### 発会式
2008年2月2日：

### 第2回
2008年11月24日：

### 第3回
2009年6月20日：

### 第4回
2009年11月28日：チサンホテル広島

### 第5回
2010年10月16日：山口大学
- 芸術輝（き）らり賞：虎屋本舗 - たこ焼きやギョーザなどを模した菓子[4][5]

### 第6回
2011年11月6日：
- 哲学賞：橋本武 - 国語教師[6][7]
- 芸術賞：八木健 - Web俳句美術館[8]

### 第7回
2012年11月24日：
- 文学賞：橋本武[7][9]
- 環境賞：小菅由加里 - 浜松市のサウンドウォーク「音風景つづる家康の散歩道」[10]

### 第8回
2013年11月9日：学士会館（東京）
- 環境賞：中山江利 - 明治大学大学院学生、平坦に折り畳める帽子の製作[12]

### 第9回
2014年5月31日：比治山大学
- 哲学賞：山崎勇三 - 日本余暇会理事長、「孫育て検定」などの取り組み[1][13]
- 文化賞：兵庫県立神戸商業高等学校 - 行商人としての販売実習「神戸あきんど」[14]
- 平和賞：葡萄亭わいん - 女性社会人落語家、イジメ対策、笑いの活性化[15][16]